# Acacia cookii
Acacia cookii es una especie de leguminosa de la familia Fabaceae. Es nativo de América Central (Belice, Guatemala, Honduras, Costa Rica, Panamá) y el sur de  México.